# Tympanik Audio
Tympanik Audio ist ein unabhängiges Plattenlabel für elektronische Musik in den USA.

## Geschichte
Tympanik Audio wurde 2007 von Paul Nielsen in Chicago gegründet und versteht sich selbst als Plattform für innovative Künstler im Genre der elektronischen Musik.
Die ersten Veröffentlichungen waren eine Kompilation namens Emerging Organisms, sowie The Rake's Progress von Unterm Rad. Sie sollten zu Beginn die Ausrichtung des Labels definieren.

## Ziele
Das Label strebt danach, seinen Zuhörern die beste elektronische Musik aus aller Welt mit dem höchsten Anspruch nach Qualität und Beständigkeit zu liefern.

## Künstler
Zu den bedeutendsten Künstlern gehören unter anderem:
| - Access to Arasaka - Ad•ver•sary - Anklebiter - Atiq & EnK - Autoclav1.1 - c.db.sn - Comaduster - Dirk Geiger - Displacer - Erode - ESA - Flint Glass - Haujobb - r.roo - Stendeck - Subheim - Totakeke - Unterm Rad - Zentriert ins Antlitz |